# Rasclet gorjablanc
El rasclet gorjablanc  (Laterallus albigularis) és una espècie d'ocell de la família dels ràl·lids (Rallidae) que habita aiguamolls, camps humits i praderies des d'Hondures i Nicaragua, cap al sud, a través de Costa Rica, Panamà, oest de Colòmbia per la costa del Pacífic fins a l'oest de l'Equador.